# Kim Wilde (musikalbum)
Kim Wilde är den brittiska sångerskan Kim Wildes självbetitlade debutalbum, utgivet den 29 juni 1981.
Albumet består av catchy och snabb new wave-musik, ibland med inslag av den pågående "ska revival"-vågen ("Everything We Know", "2-6-5-8-0"). Albumet innehåller Wildes genombrottssingel, "Kids in America", och en annan storsäljande singel, "Chequered Love".
Albumet räknas ibland som en föregångare till techno för sitt snabba tempo i vissa låtar.

## Låtförteckning
Alla låtar är komponerade av Ricky Wilde och Marty Wilde, utom "Falling Out" som är komponerad av Ricky Wilde.
Sida A
1. "Water on Glass" – 3:31
2. "Our Town" – 3:49
3. "Everything We Know" – 3:46
4. "Young Heroes" – 3:13
5. "Kids in America" – 3:27

Sida B
1. "Chequered Love" – 3:21
2. "2-6-5-8-0" – 3:12
3. "You'll Never Be So Wrong" – 4:18
4. "Falling Out" – 4:05
5. "Tuning In Tuning On" – 4:27

Bonuslåtar (Remastrad CD-utgåva 2009)
1. "Shane" ("Chequered Love" B-sida) – 4:11
2. "Boys" ("Water on Glass" B-sida) – 3:31
3. "Water on Glass" (7"-version) – 3:32